# Král Artuš (opera)
Král Artuš, aneb Britská čest (angl. King Arthur, or The British Worthy, Z. 628) je anglická opera (semi-opera) od Henryho Purcella. Libreto sepsal John Dryden. Opera měla premiéru na konci května, nebo na začátku června 1691 v Dorset Garden Theatre v Londýně.
Děj opery je založen na legendách o bitvách krále Artuše mezi Brity a Sasy. Příběh pojednává o Artušově snaze osvobodit princeznu Emmelinu, unesenou jeho úhlavním nepřítelem, Saským králem Oswaldem z Kentu.

## Vznik a první představení

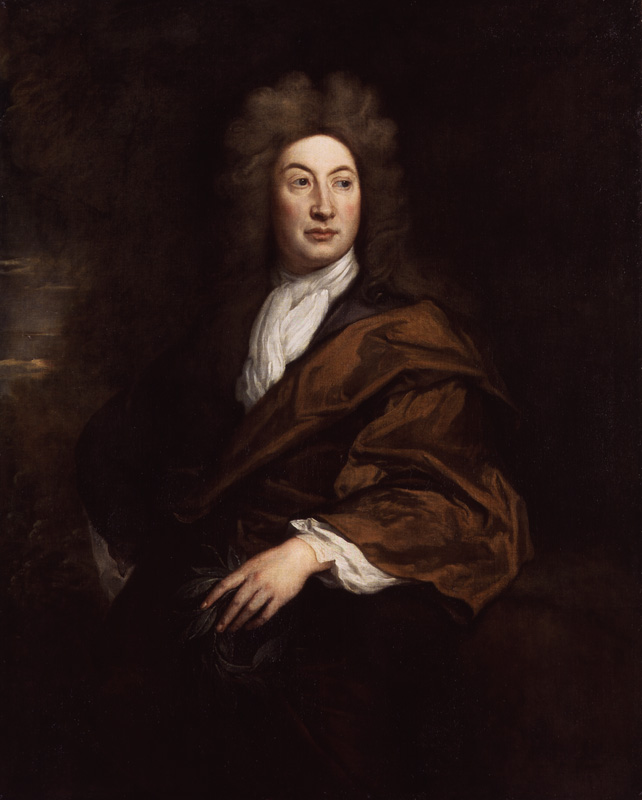
John Dryden

Dryden pravděpodobně sepsal původní libreto již v roce 1684 k oslavě 25. výročí Restaurace Stuartovců, která měla proběhnout následující rok (1685). Původní text se nedochoval, avšak sestával ze tří dějství a alegorického prologu. Z neznámého důvodu Dryden svůj zájem přesunul na jiný projekt, operu Albion and Albanius, ve spolupráci se španělským skladatelem Louisem Grabuem. Anglický král Karel II. zemřel v únoru 1685; v květnu 1685 byla uvedena opera Albion and Albanius, během Monmouthova povstání. Ta zaznamenala neúspěch a Dryden odložil své plány na dopsání libreta ke Králi Artušovi.
V této době, po smrti krále Karla II. se na trůn dostává katolický král Jakub II. Dryden konvertoval ke katolicismu. Když se však na trůn dostal po Slavné revoluci protestantský panovník Vilém III., Dryden se odmítl vzdát své víry, a proto musel opustit své místo poet laureate.
Purcellova kariéra také značně utrpěla smrtí krále Karla II., který byl umění, obzvláště hudbě zvlášť nakloněn a podporoval ji. Bez podpory krále hledali jak skladatel, tak libretista nové uplatnění, které nalezli na Londýnské scéně, která nabízela poměrně zajímavé příležitosti.
V roce 1690 se ředitel divadla Dorset Garden Thomas Betterton rozhodl dát opeře ještě jednu šanci i poté, co u publika propadla opera Albion and Albanius. Spolu s Purcellem se podílel jako libretista na opeře Dioclesian, což byla adaptace divadelní hry Beaumonta a Fletchera. Purcellova hudba a opulentní scénografie zapůsobilo na publikum a Dioclesian sklidil velký úspěch. Dalšího podobného úspěchu se Betterton nemohl dočkat, a proto započaly práce na Králi Artušovi. Betterton věděl, že Dryden má rozpracované libreto pro Krále Artuše, a tak jej přesvědčil, aby ho oprášil a přepracoval a Purcell jej mohl zhudebnit. Purcell již měl zkušenosti se spoluprací s Drydenem, který obdivoval jeho „skvělé skladatelské schopnosti“; Dryden napsal pro Purcella prolog k Dioclesianovi, který pro Drydena napsal scénickou hudbu pro komedii Amphitryon. Ve své předmluvě k tištěnému vydání Dryden vysvětlil, že musel upravit text libreta kvůli změnám (změna se týkala také počtu dějství; původní verze byla rozčleněna do tří + prologu, nová do pěti + prologu a epilogu), které se odehrály na politické scéně, dále musel provést úpravy, které reflektovaly Purcellovy požadavky ohledně hudby.
Premiéru v Česku měl Král Artuš až po 300 letech po své premiéře, 18. července 2010 v jízdárně Louckého kláštera ve Znojmě.

## Charakteristika opery
Král Artuš je semi-opera; hlavní postavy nezpívají, ale mluví, s výjimkou, pokud jsou nadpřirozené, pastorální, nebo v případě Comuse a populárního „Your hay it is mow'd“ („Tvé pole je posečené“), opilé. Postavy, nereprezentující hlavní role zpívají.
Protagonisté jsou herci (např. role krále Artuše obsahuje velmi mnoho mluveného textu), což bylo běžnou praxí v anglické opeře 17. století. Král Artuš obsahuje nejvíce lyrické hudby z Purcellových děl a je hojně inspirován francouzskými tanečními rytmy.

### Libreto
Dryden se při psaní libreta neinspiroval standardními Artušovskými legendami, přestože zcela jistě znal knihy jako Historia Regum Britanniae (česky Historie králů Británie) od Geoffreye z Monmouthu. Vycházel i z dalších knih a literárních zdrojů s Artušovskou tematikou, které pro něj byly zdrojem inspirace. Existují jasné paralely mezi Králem Artušem a Shakespearovou Bouří.
Dryden se inspiroval také u hrdinských eposů, například v Tassově Osvobozeném Jeruzalému.

### Hudba

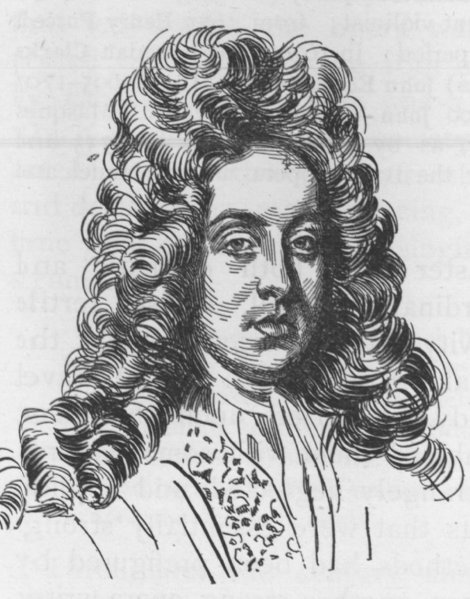
Henry Purcell

Ledová scéna z třetího dějství je stálým předmětem kritiky. Edward Joseph Dent napsal, že: „Ledová scéna je jedním z Purcellových největších úspěchů“, díky „odvážným kontrastům stylu a mistrovským hromaděním hudby a atmosféry na konci sboru Tis Love that has warm'd us?“. Thomas Gray v roce 1736 komentuje scénu jako „excessive fine“ a sólo Studeného Génia (Cold Genius) jako „nejlepší píseň ve hře“. Tato árie (What power art thou who from below) je hudebně doprovázena třesoucími se smyčci, což doplňuje efekt zimy a třesoucích se lidí. Tento nápad pravděpodobně převzal Purcell od Jean-Baptiste Lullyho, který tento efekt použil ve své opeře Isis (1677) v první scéně 4. dějství, ve které se třesou zimou lidé na nejchladnějším místě Skýthie (sbor L'hiver qui nous tourmente), ale jak píše Peter Holman, Purcellův Cold Genius je odvážně barevně oddělen od Lullyho (a nebo od Drydenových, pokud je brán v potaz text jako takový) malebných postav. Purcellovy postavy nahánějí hrůzu, tím spíše díky reakcím Cupida. To by naznačovalo, že scéna byla inspirována Ledovými trhy na Temži, které se konaly v 80. letech 17. století.

## Inscenační historie
Přesně datum premiéry není známé, ale pracovní kniha byla inzerována v The London Gazette od 4. do 8. června 1691, díky čemuž lze určit, že premiéra se odehrála před 4. červnem. Náklady na provedení opery nebyly tak nákladné jako v případě předchozího Dioclesian, či následující Královna víl, což se ale ukázalo jako pozitivum pro divadlo. Thomas Betterton se ujal role krále Artuše, ačkoli mu již bylo v té době padesát let. Soudobý spisovatel Roger North popsal roli Cupida, kterou zpívala Charlotte Butler, jako „beyond anything I ever heard upon the stage“.
Král Artuš byl opětovně proveden ještě minimálně dvakrát během Purcellova života, a poté také v druhé polovině 90. let 17. století. V moderní době byl Král Artuš proveden devětkrát, poprvé v roce 1958, a poprvé v České republice v roce 2010 ve Znojmě.

## Osoby a první obsazení
| osoba                                        | hlasový obor               | premiéra (květen/červen 1691) |
| -------------------------------------------- | -------------------------- | ----------------------------- |
| Král Artuš                                   | mluvená role               | Thomas Betterton              |
| Oswald, Král Kentu a Saska                   | mluvená role               | Joseph Williams               |
| Conon, vévoda z Cornwalu, vazal krále Artuše | mluvená role               | John Hodgson                  |
| Merlin, slavný čaroděj                       | mluvená role               | Edward Kynaston               |
| Osmond, Saský mág                            | mluvená role               | Samuel Sandford               |
| Aurelius, přítel Artuše                      | mluvená role               | John Verbruggen ("Alexander") |
| Albanact, kapitán Artušových stráží          | mluvená role               | William Bowen                 |
| Guillamar, přítel Oswalda                    | mluvená role               | Joseph Harris                 |
| Emmeline, dcera Conona                       | mluvená role               | Anne Bracegirdle              |
| Matilda, její strážkyně                      | mluvená role               | Mrs. Richardson               |
| Philidel, duch vzduchu (Cupid)               | soprán                     | Charlotte Butler              |
| Grimbald, duch země                          | bas nebo baryton?          | John Bowman                   |
| Saský kněz                                   | bas (nebo baryton) a tenor | jednoho hrál John Bowman      |
| Dvě Valkýry                                  | soprán a alt               |                               |
| Britský válečník                             | tenor                      |                               |
| Pastýři a pastýřky                           | tenor, dva soprány, sbor   |                               |
| Studený génius                               | bas                        |                               |
| Dvě sirény                                   | soprán                     |                               |
| Tři nymfy                                    | soprán                     |                               |
| Aeolus                                       | bas                        |                               |
| Nereid                                       | soprán                     |                               |
| Pan                                          | bas                        |                               |
| Venus                                        | soprán                     |                               |
| On (v písni pana Howa)                       | bas                        |                               |
| Ona (v písni pana Howa)                      | soprán                     |                               |
| Comus                                        | bas                        |                               |
| Čest                                         | soprán                     |                               |

## Nahrávky

### Audionahrávky
- King Arthur St Anthony Singers, Philomusica of London, dirigent Sir Anthony Lewis (Decca, 1958)
- King Arthur English Baroque Soloists, Monteverdi Choir, dirigent John Eliot Gardiner (Erato, 1985)
- King Arthur Les Arts Florissants, dirigent William Christie (Erato, 1995)
- King Arthur The English Concert and Choir, Trevor Pinnock (Archiv, 1999)
- King Arthur Le Concert Spirituel, dirigent Hervé Niquet (Glossa, 2004)
- King Arthur The Deller Consort & Choir, The King's Musick, Alfred Deller (Harmonia Mundi, 1979)

### Videonahrávky
- King Arthur dirigent Nikolaus Harnoncourt (Euroarts, 2005)
- King Arthur, v provedení souboru Le Concert Spirituel; dirigent Hervé Niquet, se spoluprací Corinne & Gilles Benizio (alias Shirley & Dino), (Glossa, 2009)